# 克里斯·拉特納
克里斯·拉特納（英語：Chris Lattner，1978年—），美國著名程式設計師，LLVM專案的主要發起人與作者之一，Swift語言的創始人，並於2022年3月離開Swift核心團隊，Clang編譯器的作者。现为他共同創立的人工智能公司Modular AI的執行長。

## 生平
2000年，克里斯·拉特納自奧勒岡州波特蘭大學（University of Portland）計算機科學系畢業。之後進入伊利诺伊大学厄巴纳-香槟分校（UIUC）就讀。在此期間，他經年累月學習《Compilers: Principles, Techniques, and Tools》這本龍書，並與維克拉姆·艾夫（Vikram Adve）發起LLVM（Low Level Virtual Machine）專案，並於2003年發表，新式的LLVM compiler使用GCC进行语义分析产生IF（Intermediate Format），然后LLVM使用分析结果完成源碼最佳化的工作。
Apple也是LLVM計劃的主要資助者。早年Apple一直使用GCC作为官方的编译器，但Apple对GCC的效能不滿意，再者Objective-C在GCC中优先级低，GCC对Objective-C语言新特性的支援程度也不高。因此Apple一直在寻找compiler的开源替代品，於是他們將目光轉移到LLVM身上。2005年，Apple直接雇用了克里斯·拉特納及他的團隊，為了蘋果電腦開發應用程式系統。克里斯一開始將LLVM运行时的编译架構在OpenGL stack之上，这样OpenGL stack可以产出更高效率的图形代码。OpenGL stack成為JIT compiler, Xcode 3.1實現了llvm-gcc compiler, Xcode 3.2實現了Clang 1.0,克里斯再接再勵, Xcode 4.0實現了Clang 2.0.後來的Mac OS X 10.6 Snow Leopard即大量使用LLVM的編譯技术。
接著克里斯發起Clang專案，希望完全取代GCC。Clang在效能評比上的多項指標，如編譯Object-C的速度，超過GCC，LLVM 3.0发布已完整支持所有ISO C++标准，代表着LLVM正式走向成熟。
2010年7月開始，克里斯開始設計Swift。完成基礎架構後，克里斯帶領開發小組陸續完成語法設計、編譯器、運行時、框架、IDE和文檔等相關工作。這個語言在2014年WWDC大會上公開。
2017年1月，克里斯辞去在苹果的工作，入职特斯拉汽车，负责自动驾驶软件的开发。
2017年8月14日，克里斯·拉特納發表Twitter表示將於一週後加入聚焦於深度學習與人工智慧研發的Google Brain團隊。
2020年1月 克里斯辭去Google Brain 工作，加入了專注於RISC-V架構的芯片初創公司SiFive，任職平台工程高级副總裁

## 榮譽
2010年，克里斯获得首届“程序设计语言软件奖（Programming Languages Software Award）”。
2012年4月，Vikram Adve和Chris Lattner和Evan Cheng等三名LLVM团队成员榮獲ACM软件系统奖。

## 外部連結
- 克里斯·拉特納首頁 （页面存档备份，存于）